# Grandidier-Kanal
Der Grandidier-Kanal (französisch Chenal Grandidier) ist eine schiffbare Meerenge zwischen der Westküste des antarktischen Grahamlands und dem nördlichen Ende der vorgelagerten Biscoe-Inseln. Er reicht von der Penola Strait südwärts bis in die Nähe der Larrouy-Insel.
Teilnehmer der Vierten Französischen Antarktisexpedition kartierten diesen Seeweg. Expeditionsleiter Jean-Baptiste Charcot benannte ihn nach dem französischen Naturforscher Alfred Grandidier (1836–1921), von 1901 bis 1905 Präsident der Französischen Geographischen Gesellschaft.